# Zeaxanthin
Zeaxanthin ist ein natürlicher, orangegelber Farbstoff, der in Pflanzen und Tieren bei Reaktionen auf Lichtstrahlung eine Rolle spielt. Chemisch ist Zeaxanthin ein Xanthophyll, ein sauerstoffhaltiges Carotinoid („oxidiertes β-Carotin“). Die Substanz ist als E 161h in der EU als Futtermittelzusatzstoff zugelassen.

## Vorkommen

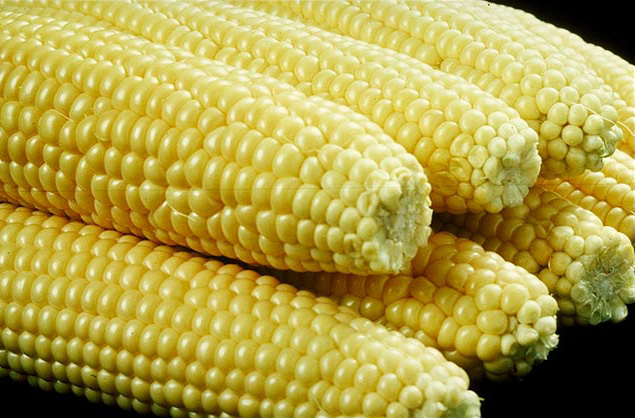
Maiskolben

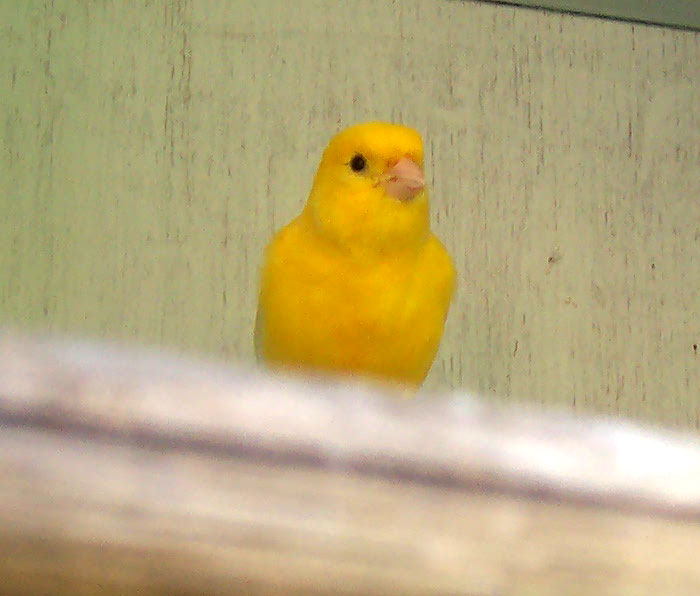
Gelber Kanarienvogel

Natürlich kommt Zeaxanthin als gelber Farbstoff in Maiskörnern, Spinat, Eigelb und vielen Gemüsearten vor. Weiterhin findet man Zeaxanthin in den gelben Federn von Kanarienvögeln.

## Gewinnung und Darstellung
Zeaxanthin kommt zwar in einigen Pflanzen vor, wird aber für medizinische Zwecke und als Lebensmittelfarbstoff auch synthetisch hergestellt.

## Eigenschaften

### Chemische Eigenschaften
Zeaxanthin gehört zur Gruppe der Xanthophylle, die eine Gruppe der Carotinoide sind. Die Verbindung ist schwer löslich in Petrolether und Wasser (< 1 mg/l bei 20 °C), jedoch löslich in Methanol, Essigsäureethylester und Chloroform. Zeaxanthin besitzt strukturelle Ähnlichkeit zu Carotinen wie Beta-Carotin. 

### Isomerie
Zeaxanthin besitzt zwei Chiralitätszentren und drei Isomere:
- (3R,3′R)-Zeaxanthin

- (3S,3′S)-Zeaxanthin und

- meso-Zeaxanthin.

Das (3R,3′R)-Isomer kommt in der Natur am häufigsten vor. Das zweithäufigste Isomer ist meso-Zeaxanthin.

## Verwendung
Zeaxanthin findet Verwendung als:
- Inhaltsstoff in Präparaten zur diätetischen Behandlung der altersbedingten Makuladegeneration
- für Tierfuttermittel (Vormischungen, Futtermischungen)

## Biologische Bedeutung
Zeaxanthin kommt zusammen mit seinem Isomer Lutein als Pigment in der Retina vor, besonders im Gelben Fleck (Macula lutea) und schützt die Netzhaut als Filter vor zu hoher Lichteinstrahlung. In letzter Zeit gewinnt Zeaxanthin in der Medizin zunehmend an Interesse, da es möglicherweise bei bestimmten Formen von retinalen Degenerationen, insbesondere bei der altersabhängigen Makuladegeneration (AMD), eine schützende Wirkung besitzen könnte, die auf der antioxidativen Wirkung der Verbindung beruht.
In Pflanzen spielt Zeaxanthin eine wichtige Rolle bei der Umwandlung von Licht in Wärme, damit die Pflanze bei hoher Strahlungsintensität keinen Schaden nimmt (Xanthophyllzyklus).

## Fertigpräparate
z. B.: Avilut, Ocuvite, Augenfit Kapseln usw.